# Ebu Gogo
Als Ebu Gogo wird eine Gruppe von menschenähnlichen Kreaturen bezeichnet, die laut einer Legende auf der Insel Flores (Indonesien) existiert haben soll. International bekannt geworden ist diese Legende erst nach dem im Jahr 2003 auf der namengebenden Insel Flores entdeckten Homo floresiensis. Den Berichten der Inselbewohner zufolge sollen die Ebu Gogo erst Anfang des 19. Jahrhunderts verschwunden sein.

## Legenden
Einheimische berichteten dem australischen Archäologen und Coautor der Erstbeschreibung von Homo floresiensis, Richard G. Roberts, im Oktober 2004 von diesen Ebu Gogo, die ihre Vorfahren noch getroffen hätten: „Die Ebu Gogo waren winzig wie kleine Kinder, außer im Gesicht komplett behaart und hatten lange Arme und einen runden Trommelbauch. Sie murmelten ständig in einer unverständlichen Sprache, plapperten aber auch nach, was wir ihnen sagten.“ Der letzte dieser Ebu Gogo soll erst kurz vor der Kolonisation der Insel durch die Niederländer verschwunden sein. Der Name Ebu Gogo bedeutet so viel wie ‚Großmutter, die alles isst‘.
Zwar gibt es in der mündlichen Überlieferung Abweichungen, doch weisen die Berichte mehrere Übereinstimmungen auf. So wird von Versuchen der Ua berichtet, mit den sich abweisend verhaltenden Nachbarn Kontakt aufzunehmen, indem man ihnen gekochtes Essen hinstellte, das sie auch an sich nahmen. Doch stahlen die Ebu Gogo weiterhin Vieh und Teile ihrer Ernte. Doch erst als sie ein Baby stahlen, so berichteten die Bewohner Gregory Forth von der University of Alberta, habe man sie in eine Höhle getrieben und ein Feuer entfacht, indem sie Palmfasern entzündeten, die sie den kleinen Menschen zuvor als Kleidung geschenkt hatten. Gregory Forth vermutete, dass die Ausrottung des Ebu Gogo zwischen 1750 und 1810 stattfand.
Allerdings stammt diese Überlieferung über die Ua und die Ebu Gogo von den benachbarten Nage, die auch berichteten, dass die Ua vor zwei- oder dreihundert Jahren in ihr Gebiet eingedrungen seien, das allerdings von den Nage nie bewohnt worden war. Da es in Indonesien zahlreiche Berichte über die Vernichtung von Ernteschädlingen – in den meisten Fällen Tieren – durch Feuer gibt, die Vernichtung von Riesen auf diese Art gleichfalls verbreitet ist, misst Genese Marie Sodikoff der einmaligen Erzählung von einer Vernichtung kleiner Erntediebe eine erhöhte Glaubwürdigkeit bei. Dabei muss es sich nicht um einen einmaligen Vernichtungsakt handeln, sondern um die Höhepunkte in einer lang anhaltenden Konkurrenzsituation. Darüber hinaus ordneten die Nage die kleinen Menschen nicht dem Tierreich, sondern dem der Menschen zu, was sich sprachlich durch Klassifikatoren niederschlägt, bei denen ga'e der Vorzug vor éko gegeben wurde, also dem menschlichen vor dem tierischen.

## Verbindung zu Homo floresiensis
Berichte über den Ebu Gogo tauchen besonders seit der Zeit um die Entdeckung des Homo floresiensis auf, was viele Wissenschaftler misstrauisch machte. Ob der englische Wissenschaftler William Marsden mit seiner Beschreibung kleinwüchsiger Menschen, die er 1783 als „Orang Googoo“ bezeichnete, möglicherweise dieselbe Menschengruppe meinte, lässt sich nicht mehr feststellen. Später glaubte man, die Berichte seien phantasievoll ausgeschmückte Berichte über Makaken. Über kleine Menschen kursierten weiterhin Berichte, wie über den „Orang Pendek“. Inwiefern Berichte von Anthropologen auf solche Berichte einwirken, ist noch weitgehend ungeklärt.

## Belege
1. ↑  Villagers speak of the small, hairy Ebu Gogo. zitiert aus: Daily Telegraph (PDF; 85 kB), 28. Oktober 2004.
2. ↑  Dean Falk: The Fossil Chronicles. How two Controversial Discoveries Changed our View of Human Evolution, University of California Press, S. 162.
3. ↑  Dean Falk: The Fossil Chronicles. How two Controversial Discoveries Changed our View of Human Evolution. University of California Press, S. 163.
4. ↑  Dean Falk: The Fossil Chronicles. How two Controversial Discoveries Changed our View of Human Evolution. University of California Press, S. 218, Anm. 7.
5. ↑  Genese Marie Sodikoff: The Anthropology of Extinction. Essays on Culture and Species Death. Indiana University Press 2011, S. 207f.
6. ↑  Genese Marie Sodikoff: The Anthropology of Extinction. Essays on Culture and Species Death. Indiana University Press 2011, S. 209.
7. ↑  John H. McWhorter: Linguistic Simplicity and Complexity: Why Do Languages Undress? Walter de Gruyter 2011, S. 259.
8. ↑  William Marsden: The History of Sumatra. Containing An Account of the Government, Laws, Customs and Manners of the Native Inhabitants, with A Description of the Natural Productions, And A Relation of the Ancient Political State Of that Island. 2. Auflage. London 1784, S. 35.
9. ↑  Gregory L. Forth: Images of the wildman in Southeast Asia: an anthropological perspective. New York 2008, S. 118.
10. ↑  Kate Wong: The Littlest Human. In: Scientific American 292 (Februar 2005) 56–65, hier: S. 65.
11. ↑  Gregory L. Forth: Flores after floresiensis: Implications of local reaction to recent palaeoanthropological discoveries on an eastern Indonesian island. In: Bijdragen tot de Taal-, Land- en Volkenkunde 162,2/3 (2006) 336–349.